# Stjenice
Stjenice ili raznokrilci (Heteroptera) su podred malih do velikih većinom sploštenih kukaca reda polukrilaca kojima su prednja krila gornjim dijelom hitinizirana, donjim opnasta i tvore tzv. polupokrilje (otuda naziv polukrilci).

## Izgled
Ispod prednjih krila su opnasta stražnja, u mirovanju presložena po duljini. Rilce je člankovito, kad se ne koristi podvinuto pod prsa. Usni je aparat prilagođen bodenju i sisanju. Mnoge stjenice imaju karakteristične smrdljive žlijezde koje se otvaraju između stražnjih nogu. Neke stjenice imaju i organe za stridulaciju. Hrane se biljnim sokovima, love druge kukce, a parazitski oblici krvlju životinja i čovjeka.

## Ličinke
Ličinke su prilično slične odraslima, razvijaju se nepotpunom preobrazbom. Sišu biljne sokove ili su grabežljivci ili nametnici.

## Neke porodice i vrste
Poznato je oko 40 000 vrsta. U porodici vodenih štipavica (Nepidae) najpoznatija je vrsta vodena štipavica (Nepa rubra), u porodici Belostomidae najpoznatija je golema štipavica (Belostoma niloticum), duga 11 cm, najveći kukac u Hrvatskoj, zabilježen je u bočatoj vodi u Jadranskome moru. Od porodice vodenih stjenica (Naucoridae) u Hrvatskoj je česta obična vodena stjenica (Ilyocoris cimicoides), u porodici nauznačarke (Notonectidae) najrasprostranjenija je modra nauznačarka (Notonecta glauca), koja pliva »leđno«. Od kopnenih porodica najpoznatije su smrdljive stjenice (Pentatomidae) s vrstama smrdibuba ili smrdljivi listar (Pentatoma rufipes), porodica vatrene stjenice (Pyrrhocoridae) nema krila, a česta vrsta je vatreni opančar (Pyrrhocoris apterus). Na površini voda stajaćica zadržavaju se barske skakalice (Hydrometridae), poput obične skakalice (Hydrometra stagnorum), koje se širokim dlakavim stopalima drže na površini vode i love i isisavaju kukce, u Hrvatskoj žive i stjenice veslačice (Corixidae) a najrasprostranjenija je vrsta velika stjenica veslačica (Corixa punctata).

### Parazitske vrste(Cimicidae)
Od parazitskih je oblika najpoznatija obična stjenica (Cimex lectularius) koja siše ljudsku krv u svim stadijima razvoja. Danju se zavlači u skrovita mjesta a noću napada (krevetska stjenica), bez hrane može izdržati i pola godine, a na temperaturama nižim od 15 °C miruje. Ne uzrokuje i ne prenosi nikakvu bolest. Raširena je po čitavom svijetu. U lastavičja gnijezda zavlači se Cimex hirundinis, a šišmiše napada Cimex pipistreli.